# Reuleaux-Dreieck

Ein Reuleaux-Dreieck

Das Reuleaux-Dreieck ist das nach dem Kreis einfachste Beispiel eines Gleichdicks („Kurve konstanter Breite“). Der Abstand jedes Punktes einer Seite vom gegenüberliegenden Eckpunkt ist konstant. Die „konstante Breite“ bleibt beim Drehen um den Flächenmittelpunkt erhalten: Der Endpunkt der Seite wird jetzt Gegenpunkt einer anderen Seite (derjenigen, die vom vorherigen Gegenpunkt begrenzt wird). Benannt ist das Reuleaux-Dreieck nach Franz Reuleaux, einem deutschen Ingenieur des 19. Jahrhunderts, der Pionierarbeit auf dem Gebiet der Getriebelehre leistete.

Konstruktion eines Reuleaux-Dreieck

Um ein Reuleaux-Dreieck zu konstruieren, fängt man mit einem gleichseitigen Dreieck an. Um jeden Eckpunkt wird ein Kreis gezeichnet, der durch die beiden jeweils gegenüberliegenden Eckpunkte geht. Der Durchschnitt (d. i. die gemeinschaftliche Fläche) der drei Kreise bildet das Reuleaux-Dreieck.
Dem Blaschke-Lebesgue-Theorem nach hat das Reuleaux-Dreieck die kleinste Fläche aller Gleichdicke.
Das Reuleaux-Dreieck kann verallgemeinert werden zu regelmäßigen Bogenvielecken.

## Flächeninhalt
Bei der Berechnung des Flächeninhalts eines Reuleaux-Dreiecks R, bei dem das zur Konstruktion benötigte, gleichseitige Dreieck ABC die Seitenlänge r besitzt, benötigt man zunächst den Flächeninhalt des gleichseitigen Dreiecks, den man so berechnet:
{\displaystyle A_{\text{ABC}}={\frac {\sqrt {3}}{4}}r^{2}\!\,}.

Außer dem Dreieck ABC besteht ein Reuleaux-Dreieck aus drei gleichen Kreissegmenten, die den Öffnungswinkel
{\displaystyle \theta ={\frac {\pi }{3}}\!\,}
besitzen (entsprechend einem Sechstel Vollkreis, also 60°).

Somit beträgt der Flächeninhalt {\displaystyle A_{s}} eines Kreissegments
{\displaystyle {\begin{aligned}A_{s}&={\frac {1}{2}}r^{2}(\theta -\sin \theta )\\&=\left({\frac {\pi }{6}}-{\frac {\sqrt {3}}{4}}\right)r^{2}.\end{aligned}}}

Der Flächeninhalt des Reuleaux-Dreiecks ist folglich:
{\displaystyle {\begin{aligned}A_{R}&=3A_{s}+A_{\text{ABC}}\\&={\frac {1}{2}}(\pi -{\sqrt {3}})r^{2}.\\\end{aligned}}}

## Umfang
Ist {\displaystyle r} die Seitenlänge des zugrundeliegenden Dreiecks ABC (gleichbedeutend mit der Breite), so berechnet sich der Umfang {\displaystyle U} des Reuleaux-Dreiecks zu
{\displaystyle U=\pi r.}

## Dreidimensionale Verallgemeinerung

Ein Reuleaux-Tetraeder

Die Schnittmenge von vier Kugeln mit Radius {\displaystyle s}, deren Mittelpunkte auf den Ecken eines regelmäßigen Tetraeders mit Seitenlänge {\displaystyle s} liegen, wird Reuleaux-Tetraeder genannt.
Im Gegensatz zum Reuleaux-Dreieck haben die Durchmesser des Reuleaux-Tetraeders nicht alle die gleiche Länge. So ist der Durchmesser, der durch die beiden Punkte führt, die sich kantenmittig auf zwei einander gegenüber liegenden Kanten des Körpers befinden, größer als {\displaystyle s}: Ihr Abstand beträgt
{\displaystyle \left({\sqrt {3}}-{\frac {\sqrt {2}}{2}}\right)\cdot s\approx 1{,}0249\cdot s}.